# Nodjmet
Nodjmet, Nedjmet, o Notmit va ser una dona noble egípcia de finals de la XX dinastia i principis de la XXI. Se la coneix principalment per ser l'esposa del Summe sacerdot d'Amon a Tebes, Herihor.

## Vida
Nodjmet podria haver estat una filla de l'últim faraó ramsèside, Ramsès XI, i probablement fins i tot l'esposa de Piankh, si aquest últim va ser realment el predecessor d'Herihor com a Summe sacerdot, tal com ha defensat l'egiptòleg alemany Karl Jansen-Winkeln. Al principi de la seva vida posseïa els títols de Dama de la Casa i Cap de l'Harem d'Amon.
| M29 | G17 | Y1 · t | B7 |

| M29 | G17 | Y1 · t | B7 |

Segons els egiptòlegs Aidan Dodson i Dyan Hilton, Nodjmet hauria tingut diversos fills amb el seu primer marit Piankh: Heqanefer, Heqamaat, Ankhefenmut, Faienmut (una dona) i, el més famós de tots, el futur Summe sacerdot d'Amon, ell faraó Pinedjem I. Nodjmet es va convertir en el confident de més confiança de Piankh, i cada vegada que havia de complir amb els seus negocis a Núbia, ella s'encarregava de la gestió de Tebes. Quan cap al 1070 aC va morir Piankh, Herihor va ser proposat com el seu successor; Nodjmet, però, va aconseguir mantenir les seves prerrogatives per casar-se amb aquest altre home. Més tard, Herihor es va proclamar "rei" - tot i que només dins de les fronteres del temple d'Amon a Karnak - i Nodjmet es va convertir en la "reina": el seu nom anava inscrit dins d'un cartutx i més tard va portar títols com Señora de les Dues Terres i Mare del rei.
Nodjmet va sobreviure fins i tot al seu segon marit. Finalment va morir durant els primers anys de regnat del faraó Esmendes I (c. 1064 aC).

## Mòmia

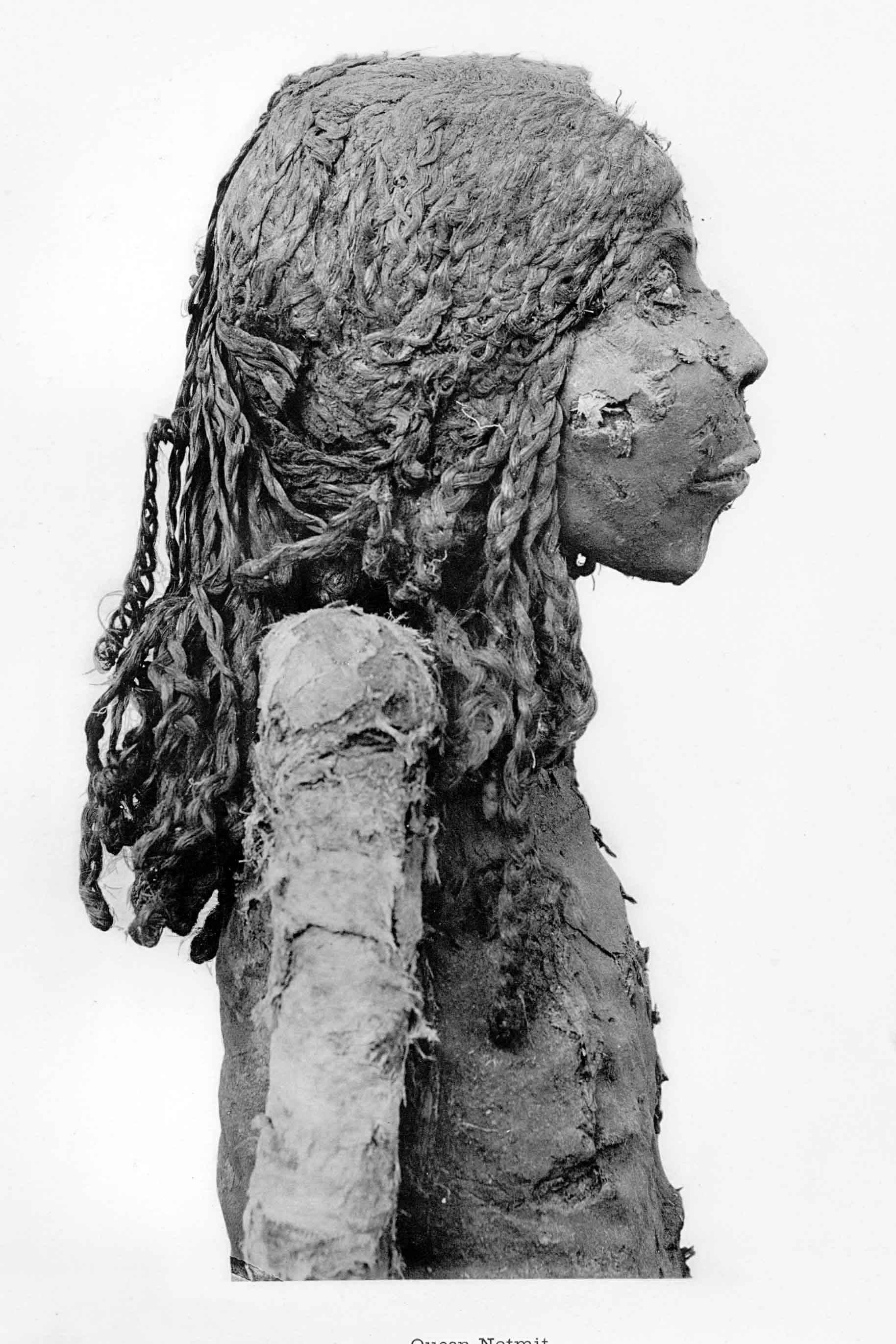
Mòmia de Nodjmet.

La seva mòmia va ser descoberta a l'amagatall de Deir el-Bahari (TT320). El cos és el d'una dona gran. Havia estat embalsamada amb una nova tècnica de momificació que implicava l'ús d'ulls falsos i l'embalatge de les extremitats. El cor encara estava al seu lloc dins del seu cos. Amb la seva mòmia s'hi van trobar dos Llibres dels Morts: el papir BM 10490 i el BM 10541, ambdós avui conservats al Museu Britànic. El papir BM 10541 és un dels papirs més bellament il·lustrats de l'antic Egipte.

## Existència d'una altra Nodjmet
No obstant això, recentment s'ha qüestionat l'opinió comuna que només hi havia una reina Nodjmet i s'ha recuperat l'antiga opinió que la mòmia trobada a l'amagatall reial era la de la mare d'Herihor enlloc de la seva dona. Tot i que és indiscutible que Herihor tenia una reina anomenada Nodjmet (això ja va ser reconegut per Champollion), el 1878 Édouard Naville va postular que Herihor devia tenir una mare també anomenada Nodjmet. Ho va fer a partir del Papir BM 10541 trobat amb la seva mòmia. Com ha assenyalat recentment A. Thijs, és realment remarcable que, tot i que Herihor figura al papir BM 10541, Nodjmet en cap lloc dels seus dos Llibres dels morts no es designi com a "Dona del Rei". Tot l'emfasi està en la seva posició com a "Mare del Rei". La família governant del període de transició de la dinastia XX a la XXI és coneguda per la repetitivitat dels noms, de manera que no seria impossible que Herihor tengués una dona i una mare homònimes. Si la Nodjmet de l'amagatall reial era realment la mare d'Herihor, es dedueix que Hrere debia ser més aviat l'àvia d'Herihor més que no pas la seva sogra. En aquesta posició, Hrere podria haver estat l'esposa del Summe sacerdot Amenhotep.
S'ha proposat referir-se a la Nodjmet de l'amagatall reial com a Nodjmet A (=la mare d'Herihor) i a l'esposa d'Herihor com a Nodjmet B. La Nodjmet com a dona d'Herihor ha estat testimoniada al temple de Khonsu, on hi apareix al capdavant d'una processó de fills d'Herihor, i a l'Estela Leiden V 65, s'hi representa amb Herihor que se'l presenta com a Summe sacerdot sense connotacions reials.